# الأيام الأخيرة (فلم 2013)
الأيام الأخيرة (بالإسبانية: Los últimos días)، هُو فيلم إثارة وخيال علمي إسباني صدر سنة 2013 وأخرجه الثنائي دافيد وأليكس باستور.

## طاقم التمثيل
- كويم جوتييريس في دور مارك.
- خوسيه كورونادو في دور إنريكي.
- مارتا إيتورا في دور جوليا.
- ليتسيا دوليرا في دور أندريا.
- ميخائيل إغليسياس في دور داني.
- إيفان ماساغي في دور لوكاس.
- Pere Ventura في دور روفيرا.
- Lluís Soler في دور فيسينو.
- Abdelatif Hwidar في دور الرجل الأجنبي.
- Farah Hamed في دور المرأة الأجنبية.
- Lily Morett في دور البنت الأجنبية.
- Isak Férriz في دور خافيير.
- Pere Brasó في دور كارلوس
- Momo Ballesteros في دور أنخيلا.
- Albert Prat في دور توني.

## وصلات خارجية
- مقالات تستعمل روابط فنية بلا صلة مع ويكي بيانات